# Erland Pison
Erland Pison, né le 4 octobre 1974 à Schoten est un homme politique belge bruxellois, Il n'est plus actif dans la politique et vit à Edegem (Anvers).
Il est licencié en droit.

## Biographie
De 2004 à 2009, Pison était membre du Parlement Bruxellois pour le Vlaams Belang. En novembre 2004, il a été candidat à la présidence du parti mais n'a pas été élu.
Il a également été conseiller communal à Koekelberg de 2006 à 2010. Par la suite il a déménagé à Zoersel. De 2019 à son licenciement en 2022, il a été assistant parlementaire au Parlement européen. Ce licenciement ne l’a pas empêché de postuler à nouveau pour un emploi au sein du Vlaams Belang, mais sa candidature fut rejetée.

## Controverse
En 2022, Pison s'est adressé au site d'information d'extrême gauche Apache pour lui faire part d'allégations contre son ancien employeur. Le Vlaams Belang nie les faits et parle de ressentiment à la suite du licenciement. Les enquêtes journalistiques et juridiques n'ont jusqu'à présent pas permis de trouver des preuves de ces allégations.
En 2024, Humo et Apache ont révélé qu'en juin 2009, Pison, comme député bruxellois, a visité le parlement flamand avec Roman Zentsov, dirigeant de l'organisation extrémiste russe Soprotivlenje, et l'a désigné comme « allié dans une lutte commune » contre la « menace islamique pour l'Europe » dans laquelle « la Russie a un rôle à jouer. » Pison a affirmé avoir accueilli des réprésentants russes et d’avoir encouragé des jeunes à visiter la Russie de Poutine dès 2009. La même année, Pison a pris la parole au « Seliger Camp », un festival de propagande russe. Pison se marie quelques années plus tard avec une Russe dont le père a travaillé pour les services secrets russes FSB.